# Женщина за глажкой
«Женщина за глажкой» (фр. La repasseuse) — картина испанского и французского художника Пабло Пикассо, написанная маслом на холсте в 1904 году в конце голубого периода. Выставлена в Музее Соломона Гуггенхейма в Нью-Йорке. Размер — 116,2 × 73 см.

## История и описание

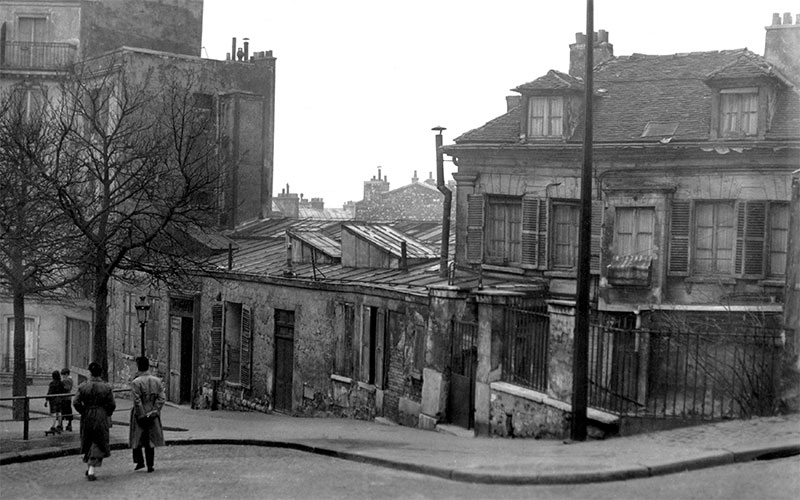
Бато-Лавуар, около 1910 года

Картина «Женщина за глажкой» была написана в то время, когда Пикассо было всего 22 года. Он окончательно переехал в Париж и поселился в Бато-Лавуар на улице Равиньян. Несмотря на отсутствие в здании электричества, художник предпочитал работать ночью. Он купил керосиновую лампу и до 1909 года бо́льшую часть работ создал при свете этой лампы, висевшей над его головой. Живя в бедности, Пикассо часто не мог позволить себе платить за керосин. Тогда он покупал свечу и работал, держа её перед холстом.
На картине изображена молодая женщина, склонившаяся над столом и разглаживающая утюгом бельё. На её лицо упали волосы, и она выглядит утомлённой после многих часов работы. Женщина старательно разглаживает ткань, смирившись со своим повседневным существованием. Её удлинённые пропорции и угловатые контуры напоминают стилистику картин художника Эль Греко, которым Пикассо не переставал восхищаться. Образ женщины окрашен в серые безрадостные тона, что вызывает у зрителя сочувствие к ней.
Моделью для картины послужила Марго. Она была дочерью владельца кабаре Проворный кролик, которое находилось на Монмартре, и где часто собирались Пикассо и его друзья. В дальнейшем он изображал Марго и на других своих картинах.
В 1913 году в галерее современного искусства Таннхаузер в Мюнхене была представлена первая крупная ретроспектива работ Пабло Пикассо, в которую вошло полотно «Женщина за глажкой».
Джастин Таннхаузер в 1963 году завещал картину Фонду Гуггенхейма вместе с другими произведениями своей коллекции. В 1978 году она окончательно вошла в постоянную коллекцию фонда.
Рентгеновское исследование холста в 1989 году показало, что под слоем краски находится ещё одно изображение. Часто из-за бедности, чтобы создавать новые картины, Пикассо приходилось записывать старые.